# Scorpions de San Antonio
Les Scorpions de San Antonio (en anglais : San Antonio Scorpions) sont un ancien club professionnel de soccer basé à San Antonio (Texas) aux États-Unis.
La franchise a toujours évolué au sein de la NASL, la deuxième division du soccer nord-américain.

## Historique
- 2010 : création de l'équipe.
- 2012 : première saison en NASL.
- 2015 : les Scorpions jouent leur dernière saison avant que, le 22 décembre, les propriétaires annoncent la dissolution de la franchise.

## Résultats
| Saison | Division | Ligue | Saison aller | Saison retour | Play-offs    | Coupe   | Affluence moyenne |
| ------ | -------- | ----- | ------------ | ------------- | ------------ | ------- | ----------------- |
| 2012   | 2        | NASL  | 1er/8        | -             | Demi-finale  | 4e tour | 9 176             |
| 2013   | 2        | NASL  | 3e/7         | 8e/8          | Non qualifié | 2e tour | 7 000             |
| 2014   | 2        | NASL  | 3e/10        | 1er/10        | Champion     | 4e tour | 6 778             |
| 2015   | 2        | NASL  | 7e/11        | 10e/11        | Non qualifié | 3e tour | 6 539             |

## Dernier effectif
Au 22 décembre 2015 : 
| N° | Nat.                                | Poste | Nom du joueur      |
| -- | ----------------------------------- | ----- | ------------------ |
| 1  | Drapeau des États-Unis              | G     | Daryl Sattler      |
| 3  | Drapeau de Trinité-et-Tobago        | D     | Julius James       |
| 4  | Drapeau du Canada                   | D     | Adrian Cann        |
| 5  | Drapeau du Libéria                  | D     | Monbo Bokar        |
| 6  | Drapeau du Canada                   | D     | Nana Attakora-Gyan |
| 7  | Drapeau des îles Turques-et-Caïques | A     | Billy Forbes       |
| 8  | Drapeau des États-Unis              | M     | Tyler Gibson       |
| 10 | Drapeau du Costa Rica               | A     | César Elizondo     |
| 13 | Drapeau des États-Unis              | M     | Johnny Lawson      |
| 14 | Drapeau de la Jamaïque              | A     | Omar Cummings      |
| 15 | Drapeau du Mexique                  | M     | Julio Garcia       |

| No. | Nat.                   | Position | Nom du joueur                           |
| --- | ---------------------- | -------- | --------------------------------------- |
| 16  | Drapeau de la Colombie | M        | Rafael Castillo                         |
| 18  | Drapeau du Honduras    | M        | Marvin Chávez                           |
| 19  | Drapeau des États-Unis | M        | Josue Soto                              |
| 20  | Drapeau du Honduras    | D        | Milton Geovanny Palacios                |
| 21  | Drapeau de la Jamaïque | D        | Stephen deRoux                          |
| 22  | Drapeau du Portugal    | G        | Daniel Fernandes (Prêté par Twente)     |
| 29  | Drapeau de la France   | A        | Éric Hassli                             |
| 42  | Drapeau du Cameroun    | M        | Joseph Nane                             |
| 80  | Drapeau des États-Unis | G        | Matt Cardone                            |
| 88  | Drapeau de la Géorgie  | M        | Zourab Tsiskaridze                      |
| 92  | Drapeau des États-Unis | A        | Giuseppe Gentile (Prêté par FC Chiasso) |

## Joueurs notables
- Trevin Caesar
- Ryan Cochrane
- Jeff Cunningham
- Jonathan Faña
- Fabrice Noël
- Josh Saunders
- Luka Vučko
- Tomasz Zahorski